# Rivière Virot
Pour les articles homonymes, voir Virot.
La rivière Virot est un affluent de la rivière Volant du bassin de la rivière Betsiamites, coulant dans le territoire non organisé de Lac-au-Brochet, dans la municipalité régionale de comté (MRC) de la Haute-Côte-Nord, dans la région administrative de la Côte-Nord, dans la Province de Québec, au Canada.
La route 385 qui relie Forestville et Labrieville, longe le cours de la rivière Virot. Cette route est rattachée vers le sud-ouest à la route 138 (à Forestville) qui longe la rive nord-ouest du fleuve Saint-Laurent. À l’embouchure de la rivière Virot, une route forestière relie le village de Labrieville-Sud à la route 385, desservant le cours inférieur de la rivière Virot ; cette route forestière passe à l'ouest du lac Walsh et à l'est (donc au pied) du barrage de la Centrale Bersimis-2,,.
La foresterie constitue la principale activité économique du secteur ; les activités récréotouristiques, en second.
La surface de la rivière Virot est habituellement gelée de la fin novembre au début avril, toutefois la circulation sécuritaire sur la glace se fait généralement de la mi-décembre à la fin mars.

## Géographie
La rivière Virot prend sa source à l’embouchure du lac Lac Betula (longueur : 0,88 km ; altitude : 460 m), situé dans le territoire non organisé du Lac-au-Brochet.
Ce lac est situé à :
- 5,9 km au sud-est de la confluence de la rivière Betsiamites avec le réservoir de la centrale Bersimis-2 ;
- 0,3 km au nord-est de la route 385 ;
- 14,8 km au nord-ouest de l’embouchure de la rivière Virot ;
- 16,2 km à l'ouest du barrage de la Centrale Bersimis-2 ;
- 64,8 km à l'ouest de l’embouchure de la rivière Betsiamites (confluence avec le fleuve Saint-Laurent) ;
- 60,0 km au nord-ouest du centre-ville de Forestville[2],[5].

À partir du lac Betula, la rivière Virot coule sur 18 km vers le sud-est, entièrement en zone forestière, selon les segments suivants :
- 6,4 km vers le sud en recueillant la décharge (venant de l’est) du lac Espadon, jusqu’à la décharge (venant du sud) des lacs Smith, Reine et Charley ;
- 3,2 km vers le sud-est en recueillant la décharge des lacs Faust et Rolland, ainsi que la décharge du lac Lionel et du lac Minuit, jusqu’à la décharge (venant du nord-est) d’un ensemble de lacs dont Épervier et Nautilus ;
- 4,2 km vers le sud-est, jusqu’à la décharge (venant du nord-est) des lacs Toubib ;
- 4,9 km vers le sud-est dans une vallée encaissée, jusqu’à son embouchure, soit près de l’intersection de la route 385 et de la route forestière menant vers l'est au village de Labrieville-Sud[2].

La rivière Virot se déverse sur la rive nord-ouest de la rivière Volant, dans Lac-au-Brochet. Presque tout le cours de la rivière Volant constitue la limite nord-Ouest de la zec de Forestville. Cette confluence est située à :
- 5,8 km au sud de l’embouchure de rivière Volant ;
- 7,2 km au sud-est du barrage de la Centrale Bersimis-2 ;
- 26,2 km au sud-est du centre du village de Labrieville ;
- 8,2 km au sud-est du centre du village de Labrieville-Sud ;
- 46,2 km au nord-ouest du centre-ville de Forestville ;
- 50,4 km à l'ouest de l'embouchure de la rivière Betsiamites ;
- 85,2 km au sud-est du centre-ville de Baie-Comeau[2],[6]

## Toponymie
Le toponyme de rivière Virot a été officialisé le 30 novembre 1990 à la Banque des noms de lieux de la Commission de toponymie du Québec.